# Das große Deutschland-Quiz

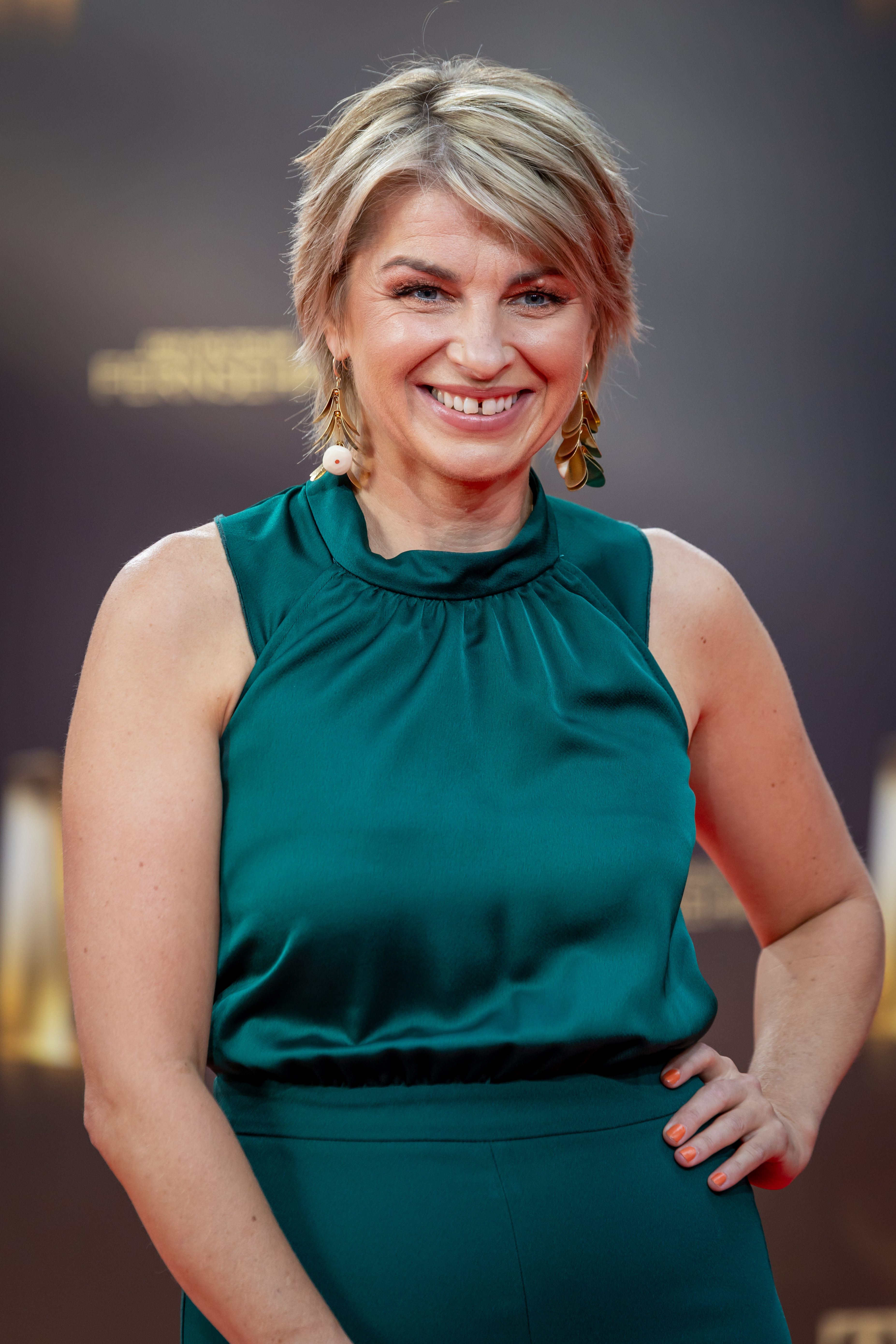
Moderatorin Sabine Heinrich

Das große Deutschland-Quiz war eine deutsche Quizsendung, die von Sabine Heinrich moderiert wurde und erstmals am 10. Juli 2021 auf dem öffentlich-rechtlichen Fernsehsender ZDF ausgestrahlt wurde. Während die ersten vier Ausgaben im Vorabendprogramm gezeigt wurden, wurden die folgenden Episoden mit leicht verändertem Konzept zur Primetime ausgestrahlt.

## Konzept (ab Folge 10)
Ab der zehnten Folge traten pro Sendung zwei mit prominenten Kandidaten besetzte Viererteams gegeneinander an.

### Spielverlauf
Es gab drei sogenannte Levels, die nacheinander gespielt werden, wobei die Fragen immer schwieriger wurden. Jedes Level besteht aus vier Themen. Für jedes Thema wurde jeweils ein Kandidat pro Team nach vorne gerufen. Innerhalb eines Levels steht somit jeder Kandidat einmal vorne, insgesamt also dreimal. 
Die sitzenden Teammitglieder spielten auch alle Fragen mit. Deren richtige Antworten werden allerdings nur mit Punkten bewertet, wenn der vorne stehende Kandidat die Antwort ebenfalls gewusst hat. Sollte dies nicht der Fall sein werden für das gesamte Team bei dieser Frage keine Punkte verteilt. 
Zusätzlich gab es am Ende jedes Themas noch Wissensspiele, welche meist aus Fragen bestehen, die nur die beiden stehenden Kandidaten beantworten dürfen. Im ersten Level wird pro richtiger Antwort ein Punkt vergeben, im zweiten gibt es zwei und im dritten sind es drei. 

### Finale
Die zwei Kandidaten (jeweils einer pro Team), die in den vorherigen Spielrunden am meisten Punkte erspielt hatten, traten im Finale gegeneinander an. Das führende Team erhält einen Punktevorsprung. Es werden solange offene Fragen gestellt, bis einer der Kandidaten zehn Punkte erreicht und somit das Finale gewinnt. Immer der Kandidat, der zuerst buzzert, darf die Frage beantworten. Beantwortet ein Kandidat eine Frage richtig, erhält er einen Punkt. Beantwortet er die Frage falsch, erhält der Gegner einen Punkt. Buzzert keiner der Kandidaten, wird die Frage aufgelöst und die nächste gestellt. Der Gewinner des Finales erhält 50.000 Euro für den guten Zweck.

## Ehemalige Spielregeln
In den ersten neun Sendungen traten jeweils vier (Vorabend) bzw. acht (Primetime; in Zweierteams) prominente Kandidaten in mehreren Spielrunden gegeneinander an. Dabei repräsentierte jeder Kandidat bzw. jedes Kandidatenteam eine bestimmte Himmelsrichtung; sie waren dementsprechend kreisförmig angeordnet. Zwischen den Kandidaten wurde auf dem Studioboden ein virtueller Kompass eingeblendet, der in der ersten Runde zufällig entschied, in welcher Reihenfolge sie gegeneinander spielten. 
Die erste Runde bestand aus insgesamt sechs Duellen, bei denen immer zwei Kandidaten gegeneinander antraten. Beiden Kandidaten wurde eine Frage mit drei Antwortmöglichkeiten gestellt. Anschließend hatten die Kandidaten zehn Sekunden Zeit, die Frage zu beantworten. Der Kandidat, der am schnellsten die richtige Antwort eingeloggt hatte, gewann das Duell und erhielt einen Punkt. Jeder Kandidat spielte jeweils genau einmal gegen die anderen Kandidaten – also spielte jeder Kandidat insgesamt drei Duelle. In jedem Duell stammte die Frage aus einem bestimmten Bundesland, sie wurde jeweils durch einen kurzen Einspieler aufgelöst.
In der zweiten Runde wurden von der Moderatorin nacheinander drei Orte genannt, die bereits in der ersten Runde thematisiert wurden. Die Aufgabe der Kandidaten war es nun, auf einer Deutschlandkarte möglichst genau einzutragen, wo sich die genannten Orte befinden. Der Kandidat, der mit all seinen Schätzungen insgesamt am wenigsten Kilometer von der tatsächlichen Position der Orte entfernt ist, erhielt einen Punkt.
Das abschließende Finale hatte ähnliche Regeln, der Gewinn betrug 15.000 Euro für den guten Zweck.

## Episoden

### Vorabend-Ausgaben
| Folge | Datum         | Kandidaten              | Kandidaten       | Kandidaten         | Kandidaten       |
| Folge | Datum         | Norden                  | Osten            | Süden              | Westen           |
| ----- | ------------- | ----------------------- | ---------------- | ------------------ | ---------------- |
| 1     | 10. Juli 2021 | Yared Dibaba            | Andrea Kiewel    | Natalia Wörner     | Uwe Ochsenknecht |
| 2     | 17. Juli 2021 | Collien Ulmen-Fernandes | Stephanie Stumph | Elena Uhlig        | Leonard Lansink  |
| 3     | 24. Juli 2021 | Jasmin Wagner           | Janin Ullmann    | Torsten Sträter    | Sonja Zietlow    |
| 4     | 31. Juli 2021 | Oliver Pocher           | Aaron Troschke   | Alexander Herrmann | Susanne Fröhlich |

### Primetime-Ausgaben
| Folge | Datum              | Kandidaten                                                     | Kandidaten                                                     | Kandidaten                                                                  | Kandidaten                                                                  |
| Folge | Datum              | Norden                                                         | Osten                                                          | Süden                                                                       | Westen                                                                      |
| ----- | ------------------ | -------------------------------------------------------------- | -------------------------------------------------------------- | --------------------------------------------------------------------------- | --------------------------------------------------------------------------- |
| 1     | 7. August 2021     | Bettina Zimmermann und Kai Wiesinger                           | Henry Maske und Anja Kling                                     | Sonja Zietlow und Judith Williams                                           | Leonard Lansink und Armin Rohde                                             |
| 2     | 25. September 2021 | Oliver Wnuk und Wigald Boning                                  | Lisa Maria Potthoff und Thomas Heinze                          | Andrea Kaiser und Christian Tramitz                                         | Elena Uhlig und Henning Baum                                                |
| 3     | 18. Juni 2022      | Atze Schröder und Leon Windscheid                              | Aylin Tezel und Henning Baum                                   | Caroline und Wolfgang Bosbach                                               | Pinar Atalay und Jochen Breyer                                              |
| 4     | 20. August 2022    | Sasha und Michael Mittermeier                                  | Kim Fisher und Max Giesinger                                   | Joachim Llambi und Mathias Mester                                           | Bettina Zimmermann und Tom Beck                                             |
| 5     | 17. September 2022 | Ingo Zamperoni und Eva Schulz                                  | Johann Lafer und Susan Link                                    | Matthias Matschke und Malaika Mihambo                                       | Sebastian Ströbel und Amira Pocher                                          |
|       |                    | Team lila                                                      | Team lila                                                      | Team orange                                                                 | Team orange                                                                 |
| 6     | 24. Juni 2023      | Jan Josef Liefers, Axel Prahl, Tanja Wedhorn und Almuth Schult | Jan Josef Liefers, Axel Prahl, Tanja Wedhorn und Almuth Schult | Thomas Heinze, Christoph Maria Herbst, Janin Ullmann und Ali Güngörmüş      | Thomas Heinze, Christoph Maria Herbst, Janin Ullmann und Ali Güngörmüş      |
| 7     | 23. September 2023 | Marcel Reif, Sonja Zietlow, Oliver Mommsen und Natalia Wörner  | Marcel Reif, Sonja Zietlow, Oliver Mommsen und Natalia Wörner  | Jörg Hartmann, Jeanette Biedermann, Axel Milberg und Ulrike von der Groeben | Jörg Hartmann, Jeanette Biedermann, Axel Milberg und Ulrike von der Groeben |

Anmerkungen
Der Gewinner der jeweiligen Ausgabe ist orange hervorgehoben.

## Einschaltquoten
| Sendung            | Datum              | Zuschauer         | Zuschauer         | Marktanteil       | Marktanteil       | Quelle            |
| Sendung            | Datum              | Gesamt            | 14 bis 49 Jahre   | Gesamt            | 14 bis 49 Jahre   | Quelle            |
| Vorabend-Ausgaben  | Vorabend-Ausgaben  | Vorabend-Ausgaben | Vorabend-Ausgaben | Vorabend-Ausgaben | Vorabend-Ausgaben | Vorabend-Ausgaben |
| ------------------ | ------------------ | ----------------- | ----------------- | ----------------- | ----------------- | ----------------- |
| 1                  | 10. Juli 2021      | 2,44 Mio.         | 0,20 Mio.         | 13,5 %            | 5,5 %             | [ 4 ] [ 5 ]       |
| 2                  | 17. Juli 2021      | 2,49 Mio.         | 0,14 Mio.         | 12,3 %            | 3,6 %             | [ 5 ]             |
| 3                  | 24. Juli 2021      | 1,88 Mio.         | 0,22 Mio.         | 10,1 %            | 5,9 %             | [ 3 ]             |
| 4                  | 31. Juli 2021      | 2,18 Mio.         | 0,19 Mio.         | 11,5 %            | 5,1 %             | [ 3 ]             |
| Primetime-Ausgaben |                    |                   |                   |                   |                   |                   |
| 1                  | 7. Aug. 2021       | 2,55 Mio.         | 0,46 Mio.         | 10,7 %            | 8,8 %             | [ 3 ]             |
| 2                  | 25. Sep. 2021      | 3,14 Mio.         | 0,56 Mio.         | 12,8 %            | 10,0 %            | [ 6 ]             |
| 3                  | 18. Juni 2022      | 2,35 Mio.         | 0,31 Mio.         | 12,2 %            | 8,2 %             | [ 7 ]             |
| 4                  | 20. August 2022    | 2,37 Mio.         | 0,24 Mio.         | 11,0 %            | 5,9 %             | [ 8 ]             |
| 5                  | 17. September 2022 | 2,89 Mio.         | 0,32 Mio.         | 12,1 %            | 6,0 %             | [ 9 ]             |
| 6                  | 24. Juni 2023      | 2,25 Mio.         | 0,30 Mio.         | 12,2 %            | 9,1 %             | [ 10 ]            |
| 7                  | 23. September 2023 | 2,81 Mio.         | 0,42 Mio.         | 12,8 %            | 9,4 %             | [ 11 ]            |